# Résolution 1551 du Conseil de sécurité des Nations unies
Membres permanents
- Chine
- États-Unis
- France
- Royaume-Uni
- Russie

Membres non permanents
- Algérie
- Allemagne
- Angola
- Bénin
- Brésil
- Chili
- Espagne
- Pakistan
- Philippines
- Roumanie

Résolution no 1550 Résolution no 1552
La résolution 1551 du Conseil de sécurité des Nations unies, adoptée à l'unanimité le 9 juillet 2004, après avoir rappelé les résolutions précédentes sur le conflit en ex-Yougoslavie, notamment les résolutions 1031 (1995), 1088 (1996), 1423 (2002) et 1491 (2003), a prolongé le mandat de la Force de stabilisation (SFOR, acronyme anglais pour Stabilisation Force) en Bosnie-Herzégovine pour une nouvelle période de six mois et s'est félicité du déploiement de l'EUFOR Althea à la fin du mandat de la SFOR. 

## Résolution

### Préambule
Le Conseil de sécurité a souligné l'importance de la mise en œuvre des accords de Dayton (accord-cadre général) et a salué les contributions de la SFOR, de l'Organisation pour la sécurité et la coopération en Europe (OSCE) et d'autres organisations internationales. La situation continue de constituer une menace pour la paix et la sécurité et le Conseil est déterminé à promouvoir une résolution pacifique du conflit. En outre, il a noté que l'Union européenne avait l'intention de lancer une mission de suivi avec une composante militaire à partir de décembre 2004. 

### Dispositif
Agissant en vertu du chapitre VII de la Charte des Nations unies, le Conseil a rappelé aux parties aux accords de Dayton leur responsabilité de mettre en œuvre lesdits accords. Il a souligné le rôle du haut représentant international en Bosnie-Herzégovine dans le suivi de leur mise en œuvre. Elle attache également de l'importance à la coopération avec le Tribunal pénal international pour l'ex-Yougoslavie (TPIY).
Le Conseil de sécurité a félicité les pays participant à la SFOR et les a autorisés à poursuivre leurs opérations pendant six mois supplémentaires ; tout en se félicitant de la mise en place d'une mission de suivi à partir de décembre 2004 par l'Union européenne (UE). Il a également autorisé le recours aux mesures nécessaires, notamment le recours à la force et à la légitime défense, pour garantir le respect des accords ainsi que la sécurité et la liberté de mouvement du personnel de la SFOR. Tous les accords s’appliqueraient à la mission de suivi de l'UE. 
La résolution salue en outre le déploiement de la Mission de police de l'UE en Bosnie-Herzégovine depuis le 1er janvier 2003, qui a remplacé la Mission des Nations unies en Bosnie-Herzégovine (MINUBH). Enfin, elle a demandé au secrétaire général Kofi Annan de faire rapport sur les progrès réalisés par les parties dans la mise en œuvre des accords de paix.

## Voir également
- Guerre de Bosnie-Herzégovine
- Accords de Dayton
- Guerres de Yougoslavie